# Francesco Lo Celso
Francesco Lo Celso (Rosario, 5 marzo 2000) è un calciatore argentino, centrocampista dell'Instituto (C) in prestito dal Rosario Central.

## Biografia
È fratello minore di Giovani Lo Celso.

## Carriera

### Club
Cresciuto nel settore giovanile del Rosario Central, nel gennaio del 2017 si è trasferito al Paris Saint-Germain insieme al fratello. La sua avventura è tuttavia durata pochi mesi e nel settembre dello stesso anno ha fatto ritorno al club argentino.

### Nazionale
Con la nazionale Under-20 argentina ha preso parte al Sudamericano Under-20 2019.

## Statistiche
Statistiche aggiornate al 22 gennaio 2019'.'

### Cronologia presenze e reti in nazionale
| Cronologia completa delle presenze e delle reti in nazionale ― Argentina under 20 | Cronologia completa delle presenze e delle reti in nazionale ― Argentina under 20 | Cronologia completa delle presenze e delle reti in nazionale ― Argentina under 20 | Cronologia completa delle presenze e delle reti in nazionale ― Argentina under 20 | Cronologia completa delle presenze e delle reti in nazionale ― Argentina under 20 | Cronologia completa delle presenze e delle reti in nazionale ― Argentina under 20 | Cronologia completa delle presenze e delle reti in nazionale ― Argentina under 20 | Cronologia completa delle presenze e delle reti in nazionale ― Argentina under 20 |
| Data                                                                              | Città                                                                             | In casa                                                                           | Risultato                                                                         | Ospiti                                                                            | Competizione                                                                      | Reti                                                                              | Note                                                                              |
| --------------------------------------------------------------------------------- | --------------------------------------------------------------------------------- | --------------------------------------------------------------------------------- | --------------------------------------------------------------------------------- | --------------------------------------------------------------------------------- | --------------------------------------------------------------------------------- | --------------------------------------------------------------------------------- | --------------------------------------------------------------------------------- |
| 20-1-2019                                                                         | Curicó                                                                            | Paraguay under 20                                                                 | 1 – 1                                                                             | Argentina under 20                                                                | Sudamericano Sub-20 2019 - 1º turno                                               | -                                                                                 | 58’                                                                               |
| 22-1-2019                                                                         | Talca                                                                             | Argentina under 20                                                                | 0 – 1                                                                             | Ecuador under 20                                                                  | Sudamericano Sub-20 2019 - 1º turno                                               | -                                                                                 |                                                                                   |
| Totale                                                                            |                                                                                   | Presenze                                                                          | 2                                                                                 |                                                                                   | Reti                                                                              | 0                                                                                 |                                                                                   |

## Palmarès

### Club

#### Competizioni nazionali
- Copa de la Liga Profesional: 1

Rosario Central: 2023